# Sky-Hochhaus
Das Sky-Hochhaus ist ein Gebäude in Bietigheim-Bissingen in Baden-Württemberg.

## Geschichte und Planung
Im Jahr 2007 erwarb die Stadt Bietigheim-Bissingen vom Bund für 660.000 Euro ein ehemaliges Bahnhofsgelände. Das rund 3300 Quadratmeter große Areal wurde als Baugrund genutzt. Um eine bessere Vermarktung zu gewährleisten, brachte der zu dieser Zeit amtierende Oberbürgermeister Kurt Leibbrandt den Bau eines Bürogebäudes ins Gespräch. Den Auftrag zur Planung des Gebäudes erteilte die zuständige Bietigheimer Wohnbau GmbH an das Architekturbüro KMB.
In der Planungsphase wurden zehn unterschiedliche Bauentwürfe mit dem Programm Allplan modelliert. Das finale Modell sah eine Turmversion mit Fassadengestaltung vor: Geschwungene, weiße Vorsprünge, die durchgehende Balkone ermöglichen, wechseln sich in einer gestaffelten Anordnung mit den dunkleren Elementen einer durchgängigen Verglasung ab. Insgesamt erstreckt sich der auf 67 Meter Höhe veranschlagte Komplex über 18 Stockwerke, von denen die unteren zehn zur gewerblichen Nutzung gedacht sind. Die gewerblich nutzbaren Flächen sind zwischen 95 und 345 Quadratmetern groß. Die acht Stockwerke darüber bestehen aus Eigentumswohnungen. Insgesamt entstanden 24 Einheiten mit zwei bis vier Zimmern und Flächen zwischen 67 und 172 m². Die Wohnungen wurden jeweils mit Echtholzparkett, Fliesen, Aluminiumfenstern sowie einer Videogegensprechanlage ausgestattet. Den oberen Abschluss des Gebäudes bilden zwei Penthouse-Wohnungen, die sich über zwei Ebenen erstrecken und jeweils 200 Quadratmeter groß sind. Die Tiefgarage bietet Platz für 46 Fahrzeuge und wird durch ein fernsteuerbares Rollgitter gesichert. Zusätzlich befinden sich 18 Parkflächen im Außenbereich.
Der Endenergieverbrauch laut Bedarfsausweis beträgt 30 kWh/(m²a). Die Energieversorgung erfolgt über ein erdgasbetriebenes Blockheizkraftwerk mit Kraft-Wärme-Kopplung, Baujahr 2015. Mit einer Kantenlänge von nur rund 24 Metern wurde ein eher schmales Gebäude geplant.

## Architektur
Die oberen Etagen erstrecken sich über eine Fläche von etwa 25 mal 25 Metern. Der polygonale Kern des Gebäudes behält in allen Stockwerken dieselbe Form und wird durch die äußere Hülle abgeschlossen. Umlaufende Balkone mit geschwungener, asymmetrischer Außenkante sind außerhalb des zentralen Grundrisses angeordnet. Diese sind von Geschoss zu Geschoss um 90° versetzt und verfügen über eine thermische Trennung. Die Brüstungen, die in ihrer Höhe entlang der Fassade variieren, wurden als vorgefertigte Bauelemente mit integrierter Bewehrung konzipiert. Aufgrund ihrer beträchtlichen Länge stabilisieren sie die Außenkanten und minimieren Verformungen an den oberen Gebäudebereichen.
Das Untergeschoss umfasst eine Fläche von etwa 90 mal 30 Metern und beherbergt neben Technik- und Lagerräumen die Parkplätze.

## Bauphase und Fertigstellung
Das Hochhaus entstand in direkter Nachbarschaft zum Bahnhof Bietigheim-Bissingen, zwischen der Bahnanlage im Süden und der Bahnhofstraße nördlich. Im März 2014 wurde mit der Errichtung der Baustraße begonnen, im Anschluss daran wurde mit dem eigentlichen Bau begonnen. Im Herbst 2016 wurde das Gebäude fertiggestellt. Der Spitzname Langer Jürgen erinnert an den Bietigheim-Bissinger Oberbürgermeister Jürgen Kessing. Das Projekt stand zeitweise auf der Kippe, als auf dem brachliegenden Gelände geschützte Zauneidechsen entdeckt wurden. Wenig später waren diese jedoch nicht mehr anzutreffen.

## Baukosten, Miet- und Kaufpreis
Die Kosten wurden anfangs auf 24 Millionen Euro veranschlagt, sie beliefen sich letztlich auf 30 Millionen Euro. Der Quadratmeterpreis lag 2016 zum Kauf bei 4800 €, der Mietpreis pro Quadratmeter bei 12,80 Euro.

## Parkhaus am Sky
Zusätzlich entstand neben dem Gebäude das sogenannte Parkhaus am Sky, welches 2017 der öffentlichen Nutzung zugänglich gemacht wurde. Es stehen insgesamt 238 Parkflächen zur Verfügung, von denen viele eine Breite von 2,70 Metern besitzen. Das Parkhaus gestattet sowohl kurzfristige- als auch langfristige Nutzung. Langzeitnutzer erhalten im obersten Stockwerk einen gesicherten Bereich mit fest zugewiesenem Stellplatz. Das Parkhaus ist täglich von 5:00 bis 22:00 Uhr geöffnet, wobei Ein- und Ausfahrt auch außerhalb dieser Zeiten möglich sind. Zusätzlich gibt es eine videoüberwachte Fahrradgarage mit Platz für 207 Fahrräder sowie 45 abschließbare Fächer, die mit Stromanschlüssen für E-Bikes ausgestattet sind.